# Lista de municípios de Valhadolide
Esta é uma lista dos 225 municípios da província espanhola de Valhadolide na comunidade autónoma de Castela e Leão.
| Nome                            | População (2002) |
| ------------------------------- | ---------------- |
| Adalia                          | 82               |
| Aguasal                         | 28               |
| Aguilar de Campos               | 362              |
| Alaejos                         | 1 539            |
| Alcazarén                       | 691              |
| Aldea de San Miguel             | 219              |
| Aldeamayor de San Martín        | 1 582            |
| Almenara de Adaja               | 40               |
| Amusquillo                      | 168              |
| Arroyo de la Encomienda         | 4 494            |
| Ataquines                       | 850              |
| Bahabón                         | 195              |
| Barcial de la Loma              | 154              |
| Barruelo del Valle              | 75               |
| Becilla de Valderaduey          | 393              |
| Benafarces                      | 104              |
| Bercero                         | 267              |
| Berceruelo                      | 43               |
| Berrueces                       | 113              |
| Bobadilla del Campo             | 395              |
| Bocigas                         | 133              |
| Bocos de Duero                  | 80               |
| Boecillo                        | 1 884            |
| Bolaños de Campos               | 380              |
| Brahojos de Medina              | 169              |
| Bustillo de Chaves              | 88               |
| Cabezón de Pisuerga             | 1 936            |
| Cabezón de Valderaduey          | 50               |
| Cabreros del Monte              | 88               |
| Campaspero                      | 1 427            |
| El Campillo                     | 248              |
| Camporredondo                   | 202              |
| Canalejas de Peñafiel           | 289              |
| Canillas de Esgueva             | 129              |
| Carpio                          | 1 152            |
| Casasola de Arión               | 339              |
| Castrejón de Trabancos          | 252              |
| Castrillo de Duero              | 189              |
| Castrillo-Tejeriego             | 243              |
| Castrobol                       | 81               |
| Castrodeza                      | 238              |
| Castromembibre                  | 84               |
| Castromonte                     | 420              |
| Castronuevo de Esgueva          | 332              |
| Castronuño                      | 1 056            |
| Castroponce                     | 178              |
| Castroverde de Cerrato          | 266              |
| Ceinos de Campos                | 268              |
| Cervillego de la Cruz           | 146              |
| Cigales                         | 3 166            |
| Ciguñuela                       | 368              |
| Cistérniga                      | 4 378            |
| Cogeces de Íscar                | 151              |
| Cogeces del Monte               | 907              |
| Corcos                          | 248              |
| Corrales de Duero               | 129              |
| Cubillas de Santa Marta         | 289              |
| Cuenca de Campos                | 276              |
| Curiel de Duero                 | 114              |
| Encinas de Esgueva              | 350              |
| Esguevillas de Esgueva          | 386              |
| Fombellida                      | 260              |
| Fompedraza                      | 145              |
| Fontihoyuelo                    | 39               |
| Fresno el Viejo                 | 1 229            |
| Fuensaldaña                     | 1 074            |
| Fuente el Sol                   | 285              |
| Fuente-Olmedo                   | 60               |
| Gallegos de Hornija             | 149              |
| Gatón de Campos                 | 41               |
| Geria                           | 495              |
| Herrín de Campos                | 202              |
| Hornillos de Eresma             | 183              |
| Íscar                           | 6 320            |
| Laguna de Duero                 | 19 258           |
| Langayo                         | 433              |
| Lomoviejo                       | 252              |
| Llano de Olmedo                 | 89               |
| Manzanillo                      | 54               |
| Marzales                        | 73               |
| Matapozuelos                    | 988              |
| Matilla de los Caños            | 111              |
| Mayorga                         | 1 730            |
| Medina de Rioseco               | 4 864            |
| Medina del Campo                | 20 102           |
| Megeces                         | 473              |
| Melgar de Abajo                 | 175              |
| Melgar de Arriba                | 306              |
| Mojados                         | 2 737            |
| Monasterio de Vega              | 108              |
| Montealegre de Campos           | 156              |
| Montemayor de Pililla           | 1 036            |
| Moral de la Reina               | 223              |
| Moraleja de las Panaderas       | 33               |
| Morales de Campos               | 195              |
| Mota del Marqués                | 455              |
| Mucientes                       | 624              |
| La Mudarra                      | 252              |
| Muriel de Zapardiel             | 215              |
| Nava del Rey                    | 2 198            |
| Nueva Villa de las Torres       | 418              |
| Olivares de Duero               | 323              |
| Olmedo                          | 3 340            |
| Olmos de Esgueva                | 202              |
| Olmos de Peñafiel               | 87               |
| Palazuelo de Vedija             | 260              |
| La Parrilla                     | 635              |
| La Pedraja de Portillo          | 1 106            |
| Pedrajas de San Esteban         | 3 239            |
| Pedrosa del Rey                 | 237              |
| Peñafiel                        | 5 225            |
| Peñaflor de Hornija             | 440              |
| Pesquera de Duero               | 562              |
| Piña de Esgueva                 | 387              |
| Piñel de Abajo                  | 212              |
| Piñel de Arriba                 | 145              |
| Pollos                          | 785              |
| Portillo                        | 2 536            |
| Pozal de Gallinas               | 498              |
| Pozaldez                        | 512              |
| Pozuelo de la Orden             | 73               |
| Puras                           | 64               |
| Quintanilla de Arriba           | 220              |
| Quintanilla de Onésimo          | 1 123            |
| Quintanilla de Trigueros        | 117              |
| Quintanilla del Molar           | 84               |
| Rábano                          | 258              |
| Ramiro                          | 74               |
| Renedo de Esgueva               | 1 201            |
| Roales de Campos                | 254              |
| Robladillo                      | 104              |
| Roturas                         | 31               |
| Rubí de Bracamonte              | 314              |
| Rueda                           | 1 434            |
| Saelices de Mayorga             | 196              |
| Salvador de Zapardiel           | 190              |
| San Cebrián de Mazote           | 204              |
| San Llorente                    | 197              |
| San Martín de Valvení           | 104              |
| San Miguel del Arroyo           | 790              |
| San Miguel del Pino             | 232              |
| San Pablo de la Moraleja        | 175              |
| San Pedro de Latarce            | 638              |
| San Pelayo                      | 43               |
| San Román de Hornija            | 426              |
| San Salvador                    | 44               |
| San Vicente del Palacio         | 237              |
| Santa Eufemia del Arroyo        | 131              |
| Santervás de Campos             | 159              |
| Santibáñez de Valcorba          | 205              |
| Santovenia de Pisuerga          | 2 557            |
| Sardón de Duero                 | 661              |
| La Seca                         | 1 047            |
| Serrada                         | 1 079            |
| Siete Iglesias de Trabancos     | 591              |
| Simancas                        | 4 009            |
| Tamariz de Campos               | 109              |
| Tiedra                          | 403              |
| Tordehumos                      | 528              |
| Tordesillas                     | 8 067            |
| Torre de Esgueva                | 101              |
| Torre de Peñafiel               | 48               |
| Torrecilla de la Abadesa        | 355              |
| Torrecilla de la Orden          | 352              |
| Torrecilla de la Torre          | 36               |
| Torrelobatón                    | 572              |
| Torrescárcela                   | 168              |
| Traspinedo                      | 863              |
| Trigueros del Valle             | 311              |
| Tudela de Duero                 | 6 762            |
| La Unión de Campos              | 326              |
| Urones de Castroponce           | 151              |
| Urueña                          | 225              |
| Valbuena de Duero               | 522              |
| Valdearcos de la Vega           | 128              |
| Valdenebro de los Valles        | 229              |
| Valdestillas                    | 1 584            |
| Valdunquillo                    | 223              |
| Valoria la Buena                | 643              |
| Valverde de Campos              | 116              |
| Valhadolide                     | 318 576          |
| Vega de Ruiponce                | 124              |
| Vega de Valdetronco             | 170              |
| Velascálvaro                    | 190              |
| Velilla                         | 150              |
| Velliza                         | 171              |
| Ventosa de la Cuesta            | 150              |
| Viana de Cega                   | 1 628            |
| Viloria                         | 382              |
| Villabáñez                      | 478              |
| Villabaruz de Campos            | 41               |
| Villabrágima                    | 1 174            |
| Villacarralón                   | 103              |
| Villacid de Campos              | 113              |
| Villaco                         | 124              |
| Villafrades de Campos           | 106              |
| Villafranca de Duero            | 352              |
| Villafrechós                    | 516              |
| Villafuerte                     | 143              |
| Villagarcía de Campos           | 426              |
| Villagómez la Nueva             | 90               |
| Villalán de Campos              | 55               |
| Villalar de los Comuneros       | 486              |
| Villalba de la Loma             | 46               |
| Villalba de los Alcores         | 566              |
| Villalbarba                     | 162              |
| Villalón de Campos              | 2 008            |
| Villamuriel de Campos           | 83               |
| Villán de Tordesillas           | 180              |
| Villanubla                      | 1 129            |
| Villanueva de Duero             | 1 027            |
| Villanueva de la Condesa        | 40               |
| Villanueva de los Caballeros    | 255              |
| Villanueva de los Infantes      | 141              |
| Villanueva de San Mancio        | 102              |
| Villardefrades                  | 240              |
| Villarmentero de Esgueva        | 123              |
| Villasexmir                     | 120              |
| Villavaquerín                   | 207              |
| Villavellid                     | 68               |
| Villaverde de Medina            | 576              |
| Villavicencio de los Caballeros | 321              |
| Vamba                           | 375              |
| Zaratán                         | 1 727            |
| La Zarza                        | 151              |